# Roggspitze
Die Roggspitze (in alter Literatur auch Rockspitze genannt) ist ein 2747 m ü. A. hoher Berg in der Vallugagruppe im westlichen Teil der Lechtaler Alpen, auf der Grenze zwischen den österreichischen Bundesländern Tirol und Vorarlberg. Der Name leitet sich vom rätoromanischen Rocca, deutsch Fels, ab. Der Berg hat, vor allem von Westen aus gesehen, eine markante, auffallend dreikantige Form mit sehr steilen Wänden nach Süden und Osten hin. Dadurch besitzt die Roggspitze eine starke geografische Dominanz nach Norden hin. Der Berg ist bei Kletterern, die dort Routen bis zum UIAA-Grad VI finden, aufgrund seiner leichten Erreichbarkeit und seines festen Aptychenkalksteins beliebt. Zuerst bestiegen wurde die Spitze im Jahr 1877 von dem Hirt Martin Josef Zudrell aus dem Pazieltal.

## Lage und Umgebung
Die Roggspitze liegt etwa dreieinhalb Kilometer Luftlinie östlich von Zürs am Arlberg am Flexenpass. Benachbarter Gipfel ist im Süden, getrennt durch das nördliche und südliche Pazieljoch (2495 m), die 2809 Meter hohe Valluga. Im Südwesten liegt der Trittkopf mit 2720 Metern Höhe, unmittelbar nördlich, getrennt durch die Roggscharte (2550 m), liegen die beiden Erlispitzen mit 2631 und 2634 Metern Höhe. Im Osten fällt das Gelände steil zum Abschluss des Almajurbachtals ab.

## Stützpunkt und Normalweg
Als Stützpunkt für eine Begehung der Roggspitze dient die nördlich gelegene Stuttgarter Hütte auf 2305 Metern Höhe. Der Normalweg führt von der Hütte aus zunächst südlich zum Nordgrat der westlichen Erlispitze im Schwierigkeitsgrad UIAA I zum Gipfel. Nach dieser Überschreitung geht es über den Südgrat der westlichen Erlispitze hinunter zur südlichen Roggscharte. Dann über brüchigen Fels des Nordgrates der Roggspitze in festerem Gestein zum Gipfel teilweise im Schwierigkeitsgrad UIAA II. Die Dauer dieser Tour beträgt zwei Stunden. Die wegen des stellenweise dunklen Schuttes sogenannte Schwarze Rinne ist für den Abstieg besonders geeignet und führt vom Ostgipfel in Richtung östliche Roggscharte, wobei man sich stets links des Grates hält. Es eröffnen sich zahlreiche kleinere Varianten. Schwierigkeitsgrad UIAA I+, bei Schnee oder Vereisung gefährlich.
Westlich unterhalb der Roggspitze verläuft der Robert-Bosch-Weg von der Stuttgarter zur Ulmer Hütte.